# Allocapnia granulata
Allocapnia granulata är en bäcksländeart som först beskrevs av Peter Walter Claassen 1924.  Allocapnia granulata ingår i släktet Allocapnia och familjen småbäcksländor. Inga underarter finns listade i Catalogue of Life.

## Bildgalleri

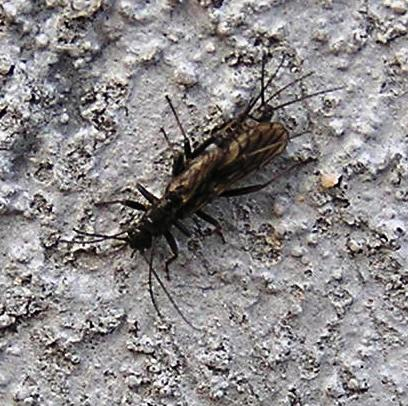